# Helena (romance)
Helena é um romance de Machado de Assis. Foi publicado em 1876. Aqui pouco temos da sutileza psicológica dos dois primeiros romances, verdadeiros estudos de mulheres, ou da sutileza filosófica dos romances da fase madura de Machado. Parece que Machado, após as críticas negativas a A Mão e a Luva (vide o verbete), quis mostrar que ele também era capaz de escrever um texto quintessencialmente folhetinesco. Temos aqui o amor proibido (incestuoso, até prova ao contrário), passado misterioso (de Helena antes de ingressar na família do finado Conselheiro), a força do destino (que faz de Salvador o eterno fracassado), o marido traído e abandonado (Salvador), a morte trágica de personagem jovem, etc. É em Helena que Machado é menos "machadiano", mais romântico. Por isso é considerado pela crítica moderna o mais "fraco" romance de Machado. "Que era, na verdade, o romance Helena? Nada mais que um folhetim ao gosto romântico, destinado a emocionar senhoras e moças de coração sensível. A intriga fora armada precisamente para provocar tal efeito e o autor se deu ao maior esforço para torná-la menos inverossímil, ou mais aceitável, sem todavia conseguir dissimular inteiramente o que tinha de artificial." "Era um típico folhetim de ficção, então cultuado pelas mulheres, a quem as publicações ilustradas mais e mais se dirigiam. [...] O romance tem poucos toques do Machado irônico e sutil do futuro." Mas aqui e ali a escrita elegante do bruxo do Cosme Velho perpassa pela trama rocambolesca, como na passagem a seguir que descreve a protagonista:

Helena praticava de livros ou de alfinetes, de bailes ou de arranjos de casa com igual interesse e gosto, frívola com os frívolos, grave com os que o eram, atenciosa e ouvida, sem entono nem vulgaridade. Havia nela a jovialidade da menina e a compostura da mulher feita, um acordo de virtudes domésticas e maneiras elegantes.

## Enredo
O romance começa com o anúncio da morte do Conselheiro Vale, pai de Estácio e irmão de Dona Úrsula. O Conselheiro é retratado como homem de boas relações, relativa fortuna e certo gosto pela vida boêmia. Em seu testamento, ele reconhecia uma filha natural chamada Helena, pedindo para a família que a recebesse assim que a menina saísse da escola. Já que a existência da moça era até então desconhecida para Estácio e Dona Úrsula, eles a recebem com sentimentos mistos. Estácio rapidamente acolhe a nova irmã e lhe conquista a confiança, enquanto Dona Úrsula resiste por algum tempo à ideia de dividir seus afetos com uma desconhecida. 
A vida prossegue harmoniosamente para a família do Conselheiro. Dona Úrsula adoece por um momento. Tendo notado o cuidado com que a nova parenta a velava, abandona todas as suspeitas a respeito de Helena. Logo o padre local (Padre Melquior) e outros amigos da família se afeiçoam por Helena e passam a tratá-la como alguém que sempre estivera na casa. Nesse meio tempo, Estácio se confronta com as imposições sociais comuns a um jovem abastado no Brasil da época: ele tem que casar-se e assumir um cargo público, duas ideias contra que resiste por certo tempo. A noiva que lhe fora designada, a frívola Eugênia, por vezes lhe causa profundo desagrado; um cargo público parece não corresponder a seus interesses pelas matemáticas e ânsia por liberdade tipicamente romântica. Helena, por fim, é aquela que parece guiar Estácio para os rumos esperados pela sociedade que os rodeia; durante o romance nota-se a crescente influência da meia-irmã nas decisões do moço.
Helena também tem um pretendente; trata-se de Mendonça, antigo amigo de Estácio, de vida solta e recém-chegado da Europa. Estácio é acometido de profundos ciúmes pela união dos dois, sentimentos que saberá interpretar somente mais tarde, e relaciona-los-á com sua própria resistência contra Eugênia. Aqui Machado de Assis resgata um tema caro ao romantismo, o do amor proibido pela sociedade e pela religião. É o padre Melquior quem desvenda o amor "incestuoso, embora inconsciente" que Estácio nutre pela meia-irmã, apelando para que Estácio renuncie à sua paixão criminosa e siga uma vida normal.
No mesmo instante em que a trama do amor proibido é desenrolada, surge uma complicação adicional. Descobre-se que Helena guardava um segredo o tempo todo, à primeira vista inofensivo; a moça tinha por hábito acordar cedo e fazer visitas a uma casa pobre, próxima à chácara do Conselheiro Vale, voltando antes de que seus parentes despertassem. Estácio é o primeiro a se preocupar com tais visitas, em grande medida por ciúmes, pondo-se a investigá-las junto a seus conhecidos. 
Ao fim, descobre-se que Helena visitava um homem, seu verdadeiro pai biológico (Salvador). No final do livro, Salvador conta como o Conselheiro Vale lhe roubara a esposa, a mãe de Helena, e optara por criar a criança como se fosse sua filha. Helena tinha consciência da história a todo momento, mas não contara a Estácio e Dona Úrsula a pedido de seus dois pais.
Depois que a família descobre que Helena na verdade não foi filha natural do Conselheiro, em tese Estácio e Helena estariam livres para se entregarem ao seu amor, não mais incestuoso. Mas existem dois obstáculos: o primeiro, como lembra o padre, é o escândalo que representaria o rompimento dos compromissos já assumidos por ambos (com, respectivamente, Eugênia e Mendonça). "Sepultemos quanto se passou no mais profundo silêncio, e a situação de ontem será a mesma de amanhã." O segundo é a crise de consciência de Helena por haver tido que viver inautenticamente (mais um tema romântico), mantido a mentira que o pai e o Conselheiro Vale perpetuaram visando seu próprio bem. Ela também revela ter amado Estácio o tempo todo e haver intencionado unir-se com Mendonça por força da renúncia; uma vez que sente não poder recuperar a confiança da família do Conselheiro, adoece e morre em um período de sete dias.

## Temas centrais
Nas primeiras obras de Machado de Assis (ditas românticas), o papel da figura feminina na família tem grande importância, e se liga a temas constantes.  Mesmo antes de chegar na casa do Conselheiro, o caráter de Helena é alvo de suspeitas, em função de ser pobre e de ser fruto de uma união não-conjugal. Em muitos aspectos, Helena é a figura transicional entre valores aristocrático-senhoriais do Brasil Império, fundado na perpetuação do nome da família, e da classe média urbana, mais focada na intimidade e nos vínculos amorosos e extraestamentais.  A importância das classes sociais para certas personagens é evidente: considere sobretudo as personagens da geração mais antiga, Dona Úrsula e Camargo. 
Em contrapartida, para Estácio, a questão da classe social de Helena é de pouca consequência, de forma que ele parece mais inclinado a entender a figura da meia-irmã a partir da identificação de suas virtudes e habilidades pessoais. Helena é ávida leitora, tem gosto por música, sabe cavalgar bem e tem finos tratos sociais. Há nela certa destreza feminina oriunda da classe média urbana brasileira do século XIX que desperta a admiração do moço. Oposta a valores aristocráticos que se inclinam à beleza ociosa e adorno (Eugênia), a nova ética encapsulada por Helena aponta para o caráter industrioso, profundidade de sentimento e utilidade doméstica da mulher idealizada pelo Machado de Assis da primeira fase. 
Helena é contemplada como um modelo futuro de mulher. Há uma sugestão implícita no romance, comum à literatura do Sturm und Drang alemão e a certas vertentes do romantismo, de que a sociedade atual não tem espaço para aceitar alguém como Helena. Suas crises existências e emotivas decorrem do descompasso, profundamente sentido pela moça, entre sua inclinação à virtude e transparência, por um lado, e a necessidade de manter as aparências na sociedade senhorial carioca, por outro lado.

## Adaptações
O romance foi adaptado para televisão em forma de telenovela três vezes. 
- A primeira, em 1952, foi exibida pela TV Paulista [8].

- A versão de 1975 exibida pela Rede Globo foi protagonizada pela atriz Lúcia Alves, com Osmar Prado vivendo o mocinho.[9].

- A novela de 1987 exibida pela Rede Manchete teve direção de Denise Saraceni e Luiz Fernando Carvalho e, no papel-título, a atriz Luciana Braga.[10]

A obra foi adaptada para uma revista de história em quadrinhos ao estilo mangá pelo grupo Studio Seasons, que foi publicada pela NewPOP Editora.